# 莫爾格茨霍夫湖
47°43′44″N 8°42′03″E / 47.72889°N 8.70083°E

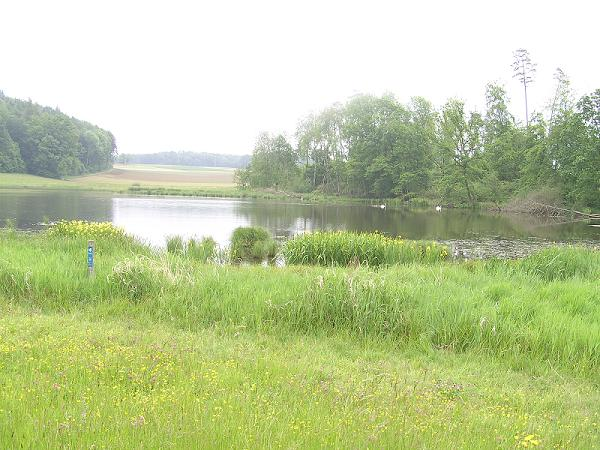

莫爾格茨霍夫湖（Morgetshofsee），是瑞士的湖泊，位於該國北部，由沙夫豪森州負責管轄，處於塔英根，海拔高度468米，該湖泊有林蛙、捷蛙、歐洲水蛙、歐洲樹蛙和大蟾蜍棲息。